# Честертаун (Мэриленд)
Честертаун (англ. Chestertown) — город в США, административный центр округа Кент штата Мэриленд. Население — 5532 человека (2020).

## География
Честертаун расположен по координатам 39°13′14″ с. ш. 76°04′14″ з. д. (39.220499, -76.070600). По данным Бюро переписи населения США в 2010 году город имел площадь 7,52 км², из которых 6,72 км² — суша и 0,80 км² — водоёмы. В 2017 году площадь составила 7,93 км², из которых 7,14 км² — суша и 0,79 км² — водоёмы.

## Демография
| Год переписи                          | Нас. |  | %±    |
| ------------------------------------- | ---- |  | ----- |
| 1860                                  | 1539 |  | —     |
| 1870                                  | 1871 |  | 21,6% |
| 1880                                  | 2359 |  | 26,1% |
| 1890                                  | 2632 |  | 11,6% |
| 1900                                  | 3008 |  | 14,3% |
| 1910                                  | 2735 |  | −9,1% |
| 1920                                  | 2537 |  | −7,2% |
| 1930                                  | 2809 |  | 10,7% |
| 1940                                  | 2760 |  | −1,7% |
| 1950                                  | 3143 |  | 13,9% |
| 1960                                  | 3602 |  | 14,6% |
| 1970                                  | 3476 |  | −3,5% |
| 1980                                  | 3300 |  | −5,1% |
| 1990                                  | 4005 |  | 21,4% |
| 2000                                  | 4746 |  | 18,5% |
| 2010                                  | 5252 |  | 10,7% |
| 2020                                  | 5532 |  | 5,3%  |
| 1860–2020 Десятилетняя перепись в США |      |  |       |

Согласно переписи 2010 года, в городе проживало 5252 жителя в 1971 домохозяйствах в составе 984 семей. Плотность населения составила 699 человек/км².  Было 2361 квартира (314/км²).
Расовый состав населения:
| - 74,2% — белых - 20,4% — чёрных или афроамериканцев - 1,8% — азиатов - 0,3% — коренных американцев - 1,0% — лиц других рас |

К двум или более расам принадлежало 2,2%. Доля испаноязычных составила 4,2% всего населения.
По возрастному диапазону население распределялось следующим образом: 12,4% — лица младше 18 лет, 64,0% — лица в возрасте 18-64 лет, 23,6% — лица в возрасте 65 лет и старше. Медиана возраста жителя составила 34,9 лет. На 100 человек женского пола в городе приходилось 75,6 мужчин; на 100 женщин в возрасте от 18 лет и старше — 72,1 мужчин также старше 18 лет.
Средний доход на одно домашнее хозяйство составил 61 559 долларов США (медиана — 43 977), а средний доход на одну семью — 77 937 долларов (медиана — 54 857). Медиана доходов составляла 53 643 доллара для мужчин и 37 407 долларов для женщин. За чертой бедности находилось 24,9% человек, в том числе 61,8% детей в возрасте до 18 лет и 3,4% лиц в возрасте 65 лет и старше.
Гражданское трудоустроенное население составляло 1900 человек. Основные области занятости: образование, здравоохранение и социальная помощь — 36,8%, искусство, развлечения и отдых — 12,7%, розничная торговля — 9,8%, производство — 9,5%.